# Clasificación para la Copa de las Naciones de la OFC 2000
La clasificación para la Copa de las Naciones de la OFC 2000 fue el proceso por el cual se determinaron que equipos disputarían dicho torneo.
Fiyi, que había ganado la Copa Melanesia y por lo tanto clasificado, se retiró del torneo por el golpe de Estado que azotaba al país. Vanuatu, tercero en el torneo, acudió como reemplazante.

## Melanesia
| Equipo             | Pts | PJ | PG | PE | PP | GF | GC | Dif |
| ------------------ | --- | -- | -- | -- | -- | -- | -- | --- |
| Fiyi               | 10  | 4  | 3  | 1  | 0  | 13 | 4  | 9   |
| Islas Salomón      | 7   | 4  | 2  | 1  | 1  | 10 | 9  | 1   |
| Vanuatu            | 6   | 4  | 2  | 0  | 2  | 12 | 7  | 5   |
| Nueva Caledonia    | 6   | 4  | 2  | 0  | 2  | 11 | 11 | 0   |
| Papúa Nueva Guinea | 0   | 4  | 0  | 0  | 4  | 4  | 19 | -15 |

| Fecha               | Lugar |                    |                               | Resultado |                               |                    |
| ------------------- | ----- | ------------------ | ----------------------------- | --------- | ----------------------------- | ------------------ |
| 8 de abril de 2000  | Fiyi  | Fiyi               | Bandera de Fiyi               | 5:0       | Bandera de Papúa Nueva Guinea | Papúa Nueva Guinea |
| 8 de abril de 2000  | Fiyi  | Nueva Caledonia    | Bandera de Nueva Caledonia    | 4:2       | Bandera de Islas Salomón      | Islas Salomón      |
| 10 de abril de 2000 | Fiyi  | Islas Salomón      | Bandera de Islas Salomón      | 2:1       | Bandera de Vanuatu            | Vanuatu            |
| 10 de abril de 2000 | Fiyi  | Fiyi               | Bandera de Fiyi               | 2:1       | Bandera de Nueva Caledonia    | Nueva Caledonia    |
| 11 de abril de 2000 | Fiyi  | Nueva Caledonia    | Bandera de Nueva Caledonia    | 6:1       | Bandera de Papúa Nueva Guinea | Papúa Nueva Guinea |
| 11 de abril de 2000 | Fiyi  | Fiyi               | Bandera de Fiyi               | 4:1       | Bandera de Vanuatu            | Vanuatu            |
| 13 de abril de 2000 | Fiyi  | Vanuatu            | Bandera de Vanuatu            | 6:0       | Bandera de Nueva Caledonia    | Nueva Caledonia    |
| 13 de abril de 2000 | Fiyi  | Islas Salomón      | Bandera de Islas Salomón      | 4:2       | Bandera de Papúa Nueva Guinea | Papúa Nueva Guinea |
| 15 de abril de 2000 | Fiyi  | Papúa Nueva Guinea | Bandera de Papúa Nueva Guinea | 1:4       | Bandera de Vanuatu            | Vanuatu            |
| 15 de abril de 2000 | Fiyi  | Fiyi               | Bandera de Fiyi               | 2:2       | Bandera de Islas Salomón      | Islas Salomón      |

## Polinesia
| Equipo          | Pts | PJ | PG | PE | PP | GF | GC | Dif |
| --------------- | --- | -- | -- | -- | -- | -- | -- | --- |
| Tahití          | 12  | 4  | 4  | 0  | 0  | 30 | 2  | 28  |
| Islas Cook      | 9   | 4  | 3  | 0  | 1  | 8  | 5  | 3   |
| Samoa           | 6   | 4  | 2  | 0  | 2  | 13 | 6  | 7   |
| Tonga           | 3   | 4  | 1  | 0  | 3  | 4  | 15 | -11 |
| Samoa Americana | 0   | 4  | 0  | 0  | 4  | 2  | 29 | -27 |

| Fecha               | Lugar              |                 |                               | Resultado |                            |                 |
| ------------------- | ------------------ | --------------- | ----------------------------- | --------- | -------------------------- | --------------- |
| 6 de junio de 2000  | Polinesia Francesa | Samoa           | Bandera de Samoa              | 4:0       | Bandera de Tonga           | Tonga           |
| 6 de junio de 2000  | Polinesia Francesa | Tahití          | Bandera de Polinesia Francesa | 18:0      | Bandera de Samoa Americana | Samoa Americana |
| 8 de junio de 2000  | Polinesia Francesa | Tahití          | Bandera de Polinesia Francesa | 2:1       | Bandera de Samoa           | Samoa           |
| 8 de junio de 2000  | Polinesia Francesa | Tonga           | Bandera de Tonga              | 1:2       | Bandera de Islas Cook      | Islas Cook      |
| 10 de junio de 2000 | Polinesia Francesa | Samoa Americana | Bandera de Samoa Americana    | 0:3       | Bandera de Islas Cook      | Islas Cook      |
| 10 de junio de 2000 | Polinesia Francesa | Tahití          | Bandera de Polinesia Francesa | 8:1       | Bandera de Tonga           | Tonga           |
| 12 de junio de 2000 | Polinesia Francesa | Samoa Americana | Bandera de Samoa Americana    | 1:6       | Bandera de Samoa           | Samoa           |
| 12 de junio de 2000 | Polinesia Francesa | Tahití          | Bandera de Polinesia Francesa | 2:0       | Bandera de Islas Cook      | Islas Cook      |
| 14 de junio de 2000 | Polinesia Francesa | Samoa Americana | Bandera de Samoa Americana    | 1:2       | Bandera de Tonga           | Tonga           |
| 14 de junio de 2000 | Polinesia Francesa | Samoa           | Bandera de Samoa              | 2:3       | Bandera de Islas Cook      | Islas Cook      |

## Clasificados a laCopa de las Naciones de la OFC 2000
| Australia | Islas Cook | Islas Salomón | Nueva Zelanda | Tahití | Vanuatu |
| Australia | Islas Cook | Islas Salomón | Nueva Zelanda | Tahití | Vanuatu |
| --------- | ---------- | ------------- | ------------- | ------ | ------- |

| Predecesor: Australia 1998 | Clasificación para la Copa de las Naciones de la OFC Polinesia Francesa 2000 | Sucesor: Nueva Zelanda 2002 |

- Datos: Q5771601